# Presidents' Trophy
Presidents' Trophy er et trofæ der årligt gives til det hold i National Hockey League (NHL) som opnår flest point i grundspillet.

## Historie
Trofæet blev introduceret ved starten af sæsonen 1985-86 af ligaens bestyrelse.
Vinderen af Presidents' Trophy er garanteret fordel af hjemmebane i evt. syvende og afgørende kampe igennem hele slutspillet. På trods af denne fordel er det kun sket 6 gange at vinderen af Presidents' Trophy også vandt Stanley Cuppen samme sæson.
I den såkaldte Original Six æra blev Prince of Wales Trophy uddelt efter samme kriterier som man i dag uddeler Presidents' Trophy. Fra 1967-68 til og med 1980-81 sæsonen blev Prince of Wales Trophy givet til vinderen af Eastern Division (Wales Conference fra 1974) og Clarence S. Campbell Bowl blev tilsvarende givet til vinderen af Western Division (Campbell Conference fra 1974). I denne periode blev der ikke givet noget trofæ til det bedste hold i hele ligaen og i perioden fra 1981-82 til og med 1984-85-sæsonen blev der slet ikke uddelt noget trofæ idet Prince of Wales Trophy og Clarence S. Campbell Bowl fra sæsonen 1981-82 blev givet til de hold der vandt slutspillet i de respektive Conferencer (og dermed kvalificerede sig til Stanley Cup-finalen.) Fra 1985-86 sæsonen blev Presidents' Trophy indført.
Det eneste hold der har vundet Presidents' Trophy mere end to gange er Detroit Red Wings som har vundet trofæet 6 gange. Det bør dog nævnes at Montreal Canadiens er sluttet først i grundspillet hele 21 gange, omend holdet ikke har præsteret dette i tiden efter Presidents' Trophy's indførelse. Detroit er sluttet først 18 gange og Boston Bruins har opnået dette 12 gange.

## Vindere
(Stanley Cup vindere i fed skrift)
| År   | Hold                     | Points                   | Slutspil                           |
| ---- | ------------------------ | ------------------------ | ---------------------------------- |
| 2008 | Detroit Red Wings        | 115 Points               | Vandt Stanley Cup (PIT)            |
| 2007 | Buffalo Sabres           | 113 Points               | Tabte Conference finale (OTT)      |
| 2006 | Detroit Red Wings        | 124 Points               | Tabte Conference kvartfinale (EDM) |
| 2005 | Ingen vinder pga lockout | Ingen vinder pga lockout | Ingen vinder pga lockout           |
| 2004 | Detroit Red Wings        | 109 Points               | Tabte Conference semifinale (CGY)  |
| 2003 | Ottawa Senators          | 113 Points               | Tabte Conference finale (NJ)       |
| 2002 | Detroit Red Wings        | 116 Points               | Vandt Stanley Cup (CAR)            |
| 2001 | Colorado Avalanche       | 118 Points               | Vandt Stanley Cup (NJ)             |
| 2000 | St. Louis Blues          | 114 Points               | Tabte Conference kvartfinale (SJ)  |
| 1999 | Dallas Stars             | 114 Points               | Vandt Stanley Cup (BUF)            |
| 1998 | Dallas Stars             | 109 Points               | Tabte Conference finale (DET)      |
| 1997 | Colorado Avalanche       | 107 Points               | Tabte Conference finale (DET)      |
| 1996 | Detroit Red Wings        | 131 Points               | Tabte Conference finale (COL)      |
| 1995 | Detroit Red Wings        | 70 Points                | Tabte Stanley Cup finale (NJ)      |
| 1994 | New York Rangers         | 112 Points               | Vandt Stanley Cup (VAN)            |
| 1993 | Pittsburgh Penguins      | 119 Points               | Tabte Divisionsfinale (NYI)        |
| 1992 | New York Rangers         | 105 Points               | Tabte Divisionsfinale (PIT)        |
| 1991 | Chicago Blackhawks       | 106 Points               | Tabte Divisionssemifinale (MIN)    |
| 1990 | Boston Bruins            | 101 Points               | Tabte Stanley Cup finale (EDM)     |
| 1989 | Calgary Flames           | 117 Points               | Vandt Stanley Cup (MTL)            |
| 1988 | Calgary Flames           | 105 Points               | Tabte Divisionsfinale (EDM)        |
| 1987 | Edmonton Oilers          | 105 Points               | Vandt Stanley Cup (PHI)            |
| 1986 | Edmonton Oilers          | 119 Points               | Tabte Divisionsfinale (CGY)        |

## Før 1985-86
- 1985 Philadelphia Flyers
- 1984 Edmonton Oilers
- 1983 Boston Bruins
- 1982 New York Islanders
- 1981 New York Islanders
- 1980 Philadelphia Flyers
- 1979 New York Islanders
- 1978 Montreal Canadiens
- 1977 Montreal Canadiens
- 1976 Montreal Canadiens
- 1975 Philadelphia Flyers
- 1974 Boston Bruins
- 1973 Montreal Canadiens
- 1972 Boston Bruins
- 1971 Boston Bruins
- 1970 Chicago Black Hawks
- 1969 Montreal Canadiens
- 1968 Montreal Canadiens
- 1967 Chicago Black Hawks
- 1966 Montreal Canadiens
- 1965 Detroit Red Wings
- 1964 Montreal Canadiens
- 1963 Toronto Maple Leafs
- 1962 Montreal Canadiens
- 1961 Montreal Canadiens
- 1960 Montreal Canadiens
- 1959 Montreal Canadiens
- 1958 Montreal Canadiens
- 1957 Detroit Red Wings
- 1956 Montreal Canadiens
- 1955 Detroit Red Wings
- 1954 Detroit Red Wings
- 1953 Detroit Red Wings
- 1952 Detroit Red Wings
- 1951 Detroit Red Wings
- 1950 Detroit Red Wings
- 1949 Detroit Red Wings
- 1948 Toronto Maple Leafs
- 1947 Montreal Canadiens
- 1946 Montreal Canadiens
- 1945 Montreal Canadiens
- 1944 Montreal Canadiens
- 1943 Detroit Red Wings
- 1942 New York Rangers
- 1941 Boston Bruins
- 1940 Boston Bruins
- 1939 Boston Bruins
- 1938 Boston Bruins
- 1937 Detroit Red Wings
- 1936 Detroit Red Wings
- 1935 Toronto Maple Leafs
- 1934 Toronto Maple Leafs
- 1933 Boston Bruins
- 1932 Montreal Canadiens
- 1931 Boston Bruins
- 1930 Boston Bruins
- 1929 Montreal Canadiens
- 1928 Montreal Canadiens
- 1927 Ottawa Senators
- 1926 Ottawa Senators
- 1925 Hamilton Tigers
- 1924 Ottawa Senators
- 1923 Ottawa Senators
- 1922 Ottawa Senators
- 1921 Toronto St. Patricks
- 1920 Ottawa Senators
- 1919 Ottawa Senators
- 1918 Montreal Canadiens og Toronto Arenas (delt)